# ウィレム・ヤコブ・ルイテン
ウィレム・ヤコブ・ルイテン（Willem Jacob Luyten 、1899年3月7日 - 1994年11月21日）はオランダの天文学者。主にアメリカ合衆国で活動した。星の固有運動を研究し、多くの白色矮星とルイテン星を含む太陽系に近いいくつかの恒星や閃光星ルイテン726-8を発見した。
当時オランダ領であったジャワ島のスマランで生まれた。1912年に家族はオランダに戻り、ルイテンはアムステルダム大学、ライデン大学でアイナー・ヘルツシュプルングに学んだ。 1921年に学位を得るとアメリカに渡りリック天文台で働いた後、1925年からハーバード大学天文台で7年間働き、その後60年間近くミネソタ大学で働いた。

## 賞歴・エポニム
賞
- ジェームズ・クレイグ・ワトソン・メダル(1964年)
- ブルース・メダル (1968年)

命名
- 小惑星 (1964) Luyten[1]
- ルイテン星